# A Simpson család – A film
A Simpson család – A film (eredeti cím: The Simpsons Movie) 2007-es animációs filmvígjáték David Silverman rendezésében, A Simpson család című televíziós rajzfilmsorozat alapján. A forgatókönyv a sorozat tizenegy legtevékenyebb írójának munkája. A szereplők hangjait a sorozatból megismert színészek szolgáltatják, így Dan Castellaneta, Julie Kavner, Nancy Cartwright, Yeardley Smith, Hank Azaria, Harry Shearer, Pamela Hayden és Tress MacNeille, továbbá egy jelentős mellékszerepben feltűnik Albert Brooks, illetve Tom Hanks és a Green Day együttes is megjelenik egy-egy kisebb epizódszerepben.
Miután A Simpson család nagyvászonra ültetésére tett korábbi kísérletek elbuktak a forgatókönyv hossza és az alkotók hiánya miatt, a produkciós munkálatok 2001-ben kezdődtek meg. Számos cselekményötlet merült fel a forgatókönyvírókban. A szkriptet százszor is átírták, még az animáció megkezdését követően is. Mindez azt jelentette, hogy „két filmnyi” elkészült anyagot ki kellett vágni, köztük Isla Fisher, Minnie Driver, Erin Brockovich és Kelsey Grammer cameóját. Kapcsolt termékekre szóló szerződést kötöttek a Burger Kinggel és egyebek mellett a 7-Elevennel, akik válogatott üzleteket alakítottak át A Simpson családban szereplő Kwik-E-Martsszá. A film bemutatója a Vermont államban található Springfieldben volt, miután a város megnyerte a Fox pályázatát, melyre az USA összes Springfield nevű városa benevezhetett.

## Szereplők
| Szereplő                        | Eredeti hang         | Magyar hang        |
| ------------------------------- | -------------------- | ------------------ |
| Homer Simpson                   | Dan Castellaneta     | Székhelyi József   |
| Marge Simpson                   | Julie Kavner         | Pálos Zsuzsa       |
| Bart Simpson                    | Nancy Cartwright     | Simonyi Balázs     |
| Lisa Simpson                    | Yeardley Smith       | Bogdányi Titanilla |
| Maggie Simpson                  | Nancy Cartwright     | (saját hangján)    |
| Abe Simpson                     | Dan Castellaneta     | Tolnai Miklós      |
| Russ Cargill                    | Albert Brooks        | Koroknay Géza      |
| Sintér igazgató                 | Harry Shearer        | Orosz István       |
| Frink professor                 | Hank Azaria          | Szokol Péter       |
| Dr. Nick.                       | Hank Azaria          | Forgács Gábor      |
| Apu Nahasapeemapetilon          | Hank Azaria          | Forgács Gábor      |
| Moe Szyslak                     | Hank Azaria          | Magyar Attila      |
| Carl Carlson                    | Hank Azaria          | Juhász György      |
| Lenny Lenoard                   | Harry Shearer        | Katona Zoltán      |
| Mr. Burns                       | Harry Shearer        | Rudas István       |
| Lovejoy tiszteletes             | Harry Shearer        | Melis Gábor        |
| Quimby polgármester             | Dan Castellaneta     | Imre István        |
| Clancy Wiggun                   | Hank Azaria          | Kajtár Róbert      |
| Inuit varázslónő                | Tress MacNeille      | Molnár Piroska     |
| Mrs. Skinner                    | Tress MacNeille      | Bókai Mária        |
| Helen Lovejoy                   | Maggie Roswell       | ?                  |
| Mrs. Krabappel                  | Marcia Wallace       | Bessenyei Emma     |
| Lindsey Naegle                  | Tress MacNeille      | Várnagy Kati       |
| Kedves idős hölgy               | Tress MacNeille      | Várnagy Kati       |
| Cookie Kwan                     | Tress MacNeille      | Illyés Mari        |
| Macskás hölgy                   | Tress MacNeille      | Illyés Mari        |
| Ned Flanders                    | Harry Shearer        | Wohlmuth István    |
| Todd Flanders                   | Nancy Cartwright     | Kováts Dániel      |
| Rod Flanders                    | Pamela Hayden        | Kováts Dániel      |
| Schwarzenegger elnök            | Harry Shearer        | Reviczky Gábor     |
| Önmaga                          | Tom Hanks            | Kőszegi Ákos       |
| Önmaga                          | Billie Joe Armstrong | Bor László         |
| Önmaga                          | Mike Dirnt           | Szabó Máté         |
| Önmaga                          | Tre Cool             | Szűcs Balázs       |
| Dagadt Tony                     | Joe Mantegna         | ?                  |
| Martin Prince                   | Russi Taylor         | Czető Ádám         |
| Milhouse Van Houten             | Pamela Hayden        | Berkes Bence       |
| Nelson Muntz                    | Nancy Cartwright     | Jelinek Márk       |
| Colin                           | Tress MacNeille      | Heisz Krisztián    |
| Lou                             | Hank Azaria          | Bolla Róbert       |
| Cletus Spuckler                 | Hank Azaria          | Péter Richárd      |
| Inci                            | Dan Castellaneta     | Gardi Tamás        |
| Barney Gumble                   | Dan Castellaneta     | Kossuth Gábor      |
| Franci                          | Harry Shearer        | Bodrogi Attila     |
| Ralph Wiggum                    | Nancy Cartwright     | Szuchy Péter       |
| Smithers                        | Harry Shearer        | Bartók László      |
| Kent Brockman                   | Harry Shearer        | Garai Róbert       |
| Ropi, a bohóc                   | Dan Castellaneta     | Kapácsy Miklós     |
| Sideshow Mel                    | Dan Castellaneta     | Papucsek Vilmos    |
| Színpadmester                   | Dan Castellaneta     | Papucsek Vilmos    |
| Környezetvédelmis sofőr         | Karl Wiedergott      | Pálfai Péter       |
| Környezetvédelmis tisztviselő   | Dan Castellaneta     | Bolla Róbert       |
| Környezetvédelmis utas          | Hank Azaria          | Rékai Nándor       |
| Férfi környezetvédelmis dolgozó | Hank Azaria          | Haagen Imre        |
| Nemzetbiztonsági munkás         | Dan Castellaneta     | Haagen Imre        |
| Képregényes fickó               | Hank Azaria          | Garamszegi Gábor   |
| Lebeszélő fickó                 | Hank Azaria          | Bartók László      |
| Őr                              | Harry Shearer        | Haagen Imre        |
| Dr. Hibbert                     | Harry Shearer        | ?                  |
| Otto Mann                       | Harry Shearer        | ?                  |
| Csimpi                          | Dan Castellaneta     | (saját hangján)    |
| Medve                           | Dan Castellaneta     | (saját hangján)    |
| Kiskrampusz                     | Dan Castellaneta     | (saját hangján)    |
| Többszemű mókus                 | Dan Castellaneta     | (saját hangján)    |
| Ügyelő                          | Dan Castellaneta     | ?                  |
| Kék hajú ügyvéd                 | Dan Castellaneta     | ?                  |
| Willie, a gondnok               | Dan Castellaneta     | ?                  |
| Hans Moleman                    | Dan Castellaneta     | ?                  |
| Rémült férfi                    | Dan Castellaneta     | ?                  |
| Csókos rendőr                   | Dan Castellaneta     | ?                  |
| Fiú a telefonon                 | Dan Castellaneta     | ?                  |
| Rich Texan                      | Dan Castellaneta     | ?                  |
| Vinnyogó hangos tinédzser       | Dan Castellaneta     | ?                  |
| Selma Bouvier                   | Julie Kavner         | Pálos Zsuzsa       |
| Patty Bouvier                   | Julie Kavner         | Pálos Zsuzsa       |

- További magyar hangok: Megyeri János

A szinkront a Mafilm Audio Kft. készítette.
- Magyar szöveg: Tóth Tamás
- Szinkronrendező: Csörögi István
- Zenei rendező: Bolba Tamás
- Felolvasó: Megyeri János

## Történet
A Green Day koncertet ad a springfieldi tavon, s az előadás végén kudarcba fullad próbálkozásuk, hogy a környezetvédelem fontosságáról beszéljenek a lakosságnak. A rendkívül szennyezett víz szétmarja a rajta úszó színpadot, ami elsüllyed, s az együttes a tóban leli halálát. A banda temetésén a templomban Nagypapára látomás tör rá, de csupán Marge tulajdonít neki jelentőséget. Lisa és a város új lakója, az ír Colin előadást tartanak „Mocskos igazság” címmel, s meggyőzik az embereket a tó megtisztításáról. Ezalatt Homer „úgysem mersz”-t játszik Barttal, s így a fiú meztelenül gördeszkázik végig Springfield utcáin, Wiggum rendőrfőnök azonban nyakoncsípi. Komoly megaláztatás éri, s végül Ned Flanders lesz az, aki segítő kezet nyújt neki. Apja ügyet sem vet rá, ehelyett örökbe fogad egy malacot. Az állat ürülékét egy kertbe telepített, már túlcsorduló silóban gyűjti, ami elborzasztja Marge-ot; felszólítja Homert, hogy szabaduljon meg tőle. Homer azonban képtelen kivárni a sort a megsemmisítőnél, ezért a gyorsabb megoldást választja: a silót a tóba dobja. A disznótrágya komoly mértékben beszennyezi a vizet, egy mókus mutálódását is okozva. A közelben túrázik Flanders és Bart, akik ráakadnak a torz állatra, ám azonnal feltűnik a Környezetvédelmi Ügynökség, s befogják a mókust. Russ Cargill, a KÖVÜ igazgatója azzal járul Schwarzenegger elnök elé, hogy Springfield rendkívüli szennyezett, így a kormánynak meg kell tennie a megfelelő lépéseket. Az elnök parancsára az Ügynökség egy hatalmas üvegbúrát helyez Springfieldre, elzárva a lakosságot a külvilágtól.
A rendőrség rátalál Homer silójára a tóban, a feldühödött tömeg pedig Simpsonék háza felé indul. A családnak az utolsó pillanatban sikerül elmenekülnie; a Maggie homokozójában keletkezett aknán keresztül kijutnak a búrából, s Alaszkába szöknek. Látva, hogy a búra repedezni kezdett, az emberek pedig könnyen megszökhetnek, Russ Cargill az elnök manipulálásával eléri, hogy elrendeljék a város lerombolását. Alaszkában a Simpson család a tévében egy reklámot lát, amiben Tom Hanks az új Grand Canyont promotálja, s Marge rájön, hogy ennek helyén most Springfield áll. Ő és a gyerekek úgy döntenek, visszamennek és megakadályozzák otthonuk elpusztítását, ám Homer nem kíván segíteni azoknak, akik meg akarták ölni. Családja otthagyja és vonattal visszaindul Springfieldbe. Egy rejtélyes inuit sámánasszony segítségével Homerre rátör a reveláció: hogy megmentse magát, meg kell mentenie családját és Springfieldet. Eközben Marge, Lisa, Maggie és Bart Cargill fogságába esik, s visszakerül a búra alá. Az Ügynökség vezetője tájékoztatja a lakosságot, hogy városukat lerombolják. Egy helikopter érkezik az üveggömb fölé, s egy kötélen bombát ereszt a város fölé. Homer ezalatt felmászik a búra oldalán, s épp akkor ereszkedik le a kötélen, mikor a lakók rájöttek, felmászva rajta kijuthatnak. Homer mindenkit visszalök, még a bombát is leszakítja, így mentőakciója kudarcba fullad. Észrevesz azonban egy motort. Korábban már sikerült egy kisebb gömbön körbemotoroznia, s most ebben látja a megoldást: fel kell jutni a búra tetejéhez, s a lyukon ki kell hajítani a bombát. Homer megragadja Bartot, s kettejüknek sikerül kijuttatni a robbanószerkezetet, épp mielőtt működésbe lép. A detonáció hatására az üveg teljesen megreped és széthullik. A város Homert ünnepli, aki Marge-dzsal a naplementébe motorzik. Springfield újjáépül.

## A film készítése
| „                 | Majd elterjesztünk néhány kamucselekményt, csak hogy érdekesebb legyen a dolog. | ” |
| – James L. Brooks |                                                                                 |   |

A Simpson család stábját már a sorozat kezdete óta elszórakoztatta egy filmváltozat gondolata, de a dolgok sosem alakultak kellőképp. Matt Groening úgy érezte, egy egész estés filmben lehetőségük lenne szélesíteni a határokat és olyan jeleneteket animálni, amik tévésorozat számára túlzottan összetettek. A negyedik évad „Kamp Krusty” című epizódja eredetileg filmnek készült, azonban nehézségek adódtak a megfelelő hosszúság elérésében, így a tervet elvetették, s így évadpremier lett belőle. Hosszú ideig a projekt nem jutott egyről a kettőre. Nehéz volt megfelelő sztorit találni, s a stábnak sem volt elegendő ideje, hogy befejezzenek egy filmet, mivel a sorozat lefoglalta teljes munkaidejüket. Groening egy Fantázia-paródiát is elképzelt Simstasia címmel, azonban ez sosem készült el, részben mert nem sikerült filmhosszúságú forgatókönyvet írni. Halála előtt Phil Hartman színész szeretett volna egy élőszereplős Troy McClure-filmet (Hartman karaktere a sorozatban), s többen is úgy nyilatkoztak a stábból, hogy szívesen részt vennének benne.
A szereplők hangját szolgáltató színészekkel 2001-ben született szerződés, s ezután megkezdődtek a munkálatok a forgatókönyvön. Groening és James L. Brooks visszahívta Mike Scullyt és Al Jeant, hogy producerként ők is közreműködjenek. Ezt követően a rendezéshez megállapodtak David Silvermannel, aki a projektért hagyta ott állását a Pixarnál. A „lehető legerősebb” írócsapatot verbuválták össze, közöttük többen is a korai évadokban működtek közre; David Mirkint, Mike Reisst, George Meyert, John Swartzweldert és Jon Vittit választották ki. Ian Maxtone-Graham és Matt Selman később csatlakozott. Brooks, Groening, Scully és Jean szintén szerepet vállalt a szkript egyes részeinek megírásában. Sem az 1993-ban kreatív különbségek miatt távozó Sam Simon, sem pedig az amúgy a Simpson-stábbal való közös munkára ismét vágyó Conan O’Brien nem vett részt a filmben. O’Brien így tréfálkozott: „Az igazat megvallva, aggódom amiatt, hogy az agyam Simpson-író része tönkrement, miután 14 éven át beszéltem Lindsay Lohannel és azzal a gyerekkel a Tuti gimiből, úgyhogy talán így a legjobb mindenkinek”. Hasonlóképpen nem állt be a sorba Brad Bird, akit „elszórakoztattak a fantáziálgatások közreműködéséről”, de nem tudott időt szakítani rá, mert lefoglalta a L’ecsó. A producerek egy olyan megállapodást is érvényesítettek a Foxszal, hogy bármikor otthagyhatják a munkálatokat, ha „nem elégedettek az eredménnyel.”
A forgatókönyvön való munka folytatódott 2003-tól, s nem is szünetelt, írásának helye pedig egy kis házikó volt, ahol Matt Groening fejében 1987-ben először merült fel A Simpson család ötlete. Az írók hat hónapot töltöttek a cselekmény megbeszélésével, s kiválasztottak egy „félfenekű” ötletet; Al Jean azt javasolta, a család mentsen meg lamantinokat, ebből lett a 2005-ös Bonfire of the Manatees epizód. Emellett ott volt a Truman show-szerű elképzelés, miszerint a szereplők felfedezik, hogy életük egy tévéműsor, ám ezt Groening elvetette, mivel úgy érezte, „Simpsonék sosem voltak tudatában annak, hogy sztárok.” Groening olvasott egy városról, aminek meg kellett tisztítani a vízellátását a disznódefekátumtól, s ez ihlette a film induló ötletét. A döntés, hogy Flanders fontos szerephez jusson, szintén nagyon korán született meg, mivel Jean szerette volna látni Bartot, amint azon elmélkedik, milyen is lenne az élete, ha Flanders lenne az apja. Miután végül eldöntötték a film alapsztoriját, az írók hét külön részre bontották. Jean, Scully, Reiss, Swartzwelder, Vitti, Mirkin és Meyer mind huszonöt oldalt írtak, s egy hónap múlva találkoztak ismét, hogy egy „nagyon kezdetleges vázlatban” elegyítsék a hét részletet. A forgatókönyvírók majdnem úgy írták a szkriptet, ahogyan a sorozat esetében is alkalmazták őket; egy asztal körül ülve hoztak fel ötleteket, miközben próbálták megnevettetni egymást. Groening azt is szerette volna, ha a film drámaibb a tévés epizódoknál, mivel „tényleg valami olyat szeretnénk nyújtani, amit nem láttak ezelőtt. Vannak pillanatok, mikor tulajdonképpen elfelejted, hogy rajzfilmet nézel, ám ez igen nehéz, ha olyan rondák a szereplők, mint a Simpson család.” A forgatókönyv száz revízión ment keresztül.
A bemutatót eredetileg 2006 nyarára tervezték, azonban Al Jean a 2004-es Comic-Con Internationalen elmondta, hogy a producerek nem sajnálják az időt, hogy biztosan tökéletes film szülessen. 2005-ben Nancy Cartwright elmondta a BBC Radio 1-nak, hogy a szereplőknek megvolt az első felolvasása, amit további kettő követett. Groening a filmet a sorozat befejezése utánra szánta, „de ezen tervét a jó nézettség meghiúsította”. A producerek kezdetben aggódtak amiatt, hogy egy film elkészítése negatív hatással lesz a sorozatra, mivel nem akad elég munkaerő, ami mindkét projektet kellően felügyelje. Ahogy a sorozat haladt előre, több írót és animátort béreltek fel, hogy a tévéműsor és a film munkálatai egyszerre folyhassanak. 2006. április 1-jén a Twentieth Century Fox végül megerősítette, hogy A Simpson család – A film 2007. július 27-én kerül a mozikba világszerte. Hogy elejét vegyék a spoilerek kiszivárgásának, a film cselekményét titokban tartották, a forgatókönyvet pedig hét lakat alatt. Főhajtásként A jedi visszatér álneve, a Blue Harvest előtt, a filmet Yellow Harvestként tüntették fel, ezen a néven regisztrálták az Egyesült Államok Védjegyadatbázisába. A film bemutatója előtt néhány héttel némi információt közzétettek a történettel kapcsolatban. Groening megjegyezte, „Nem tudom elképzelni az embereket, amint fellapozzák a tévéújságot és azt gondolják, ’Megnézem az eheti A Simpson családot, mert tetszik a története.’ Egyszerűen odakapcsolsz és nézed, hogy mi történik.”

## Jelentősebb díjak és jelölések
Golden Globe-díj (2008)
- jelölés: legjobb animációs film

BAFTA-díj (2008)
- jelölés: legjobb animációs film – James L. Brooks és Matt Groening

A film további 5 díjat nyert el különböző kritikusi és szakmai szervezetektől.